# Burgruine Zengenberg an der Hainleite

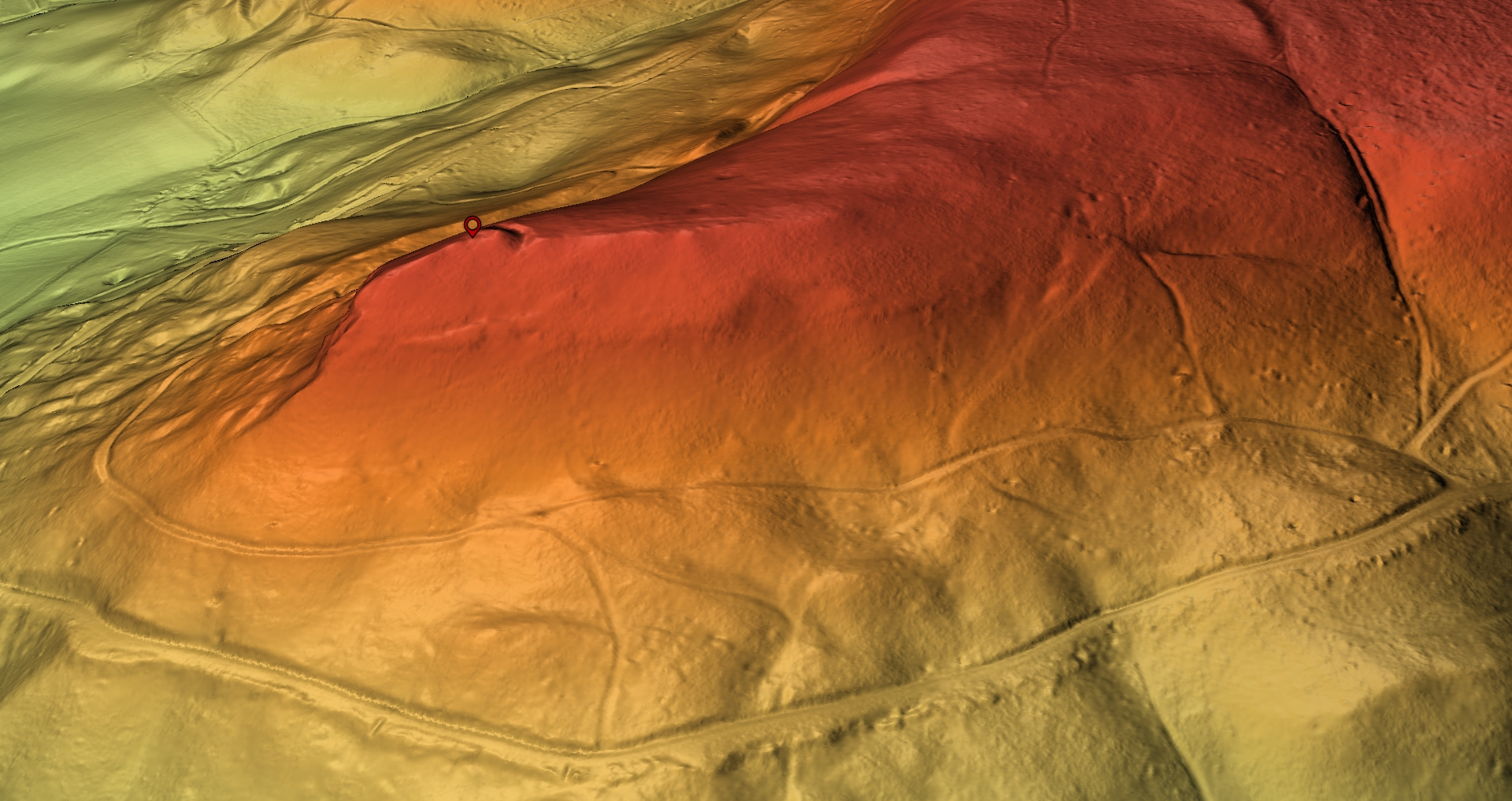
3D-Bild Digitales Geländemodell Zengenberg

Die Burgruine Zengenberg an der Hainleite ist eine abgegangene Höhenburg bei Wernrode, einem Stadtteil von Bleicherode im Landkreis Nordhausen im Norden von Thüringen.

## Lage
Die Burgstelle liegt zwischen den Bergen der Hainleite auf einem nach Osten gerichteten Bergsporn des gleichnamigen Berges auf 416 Meter über NN westlich des Dorfes Wernrode.
Die benachbarten Burgen und Befestigungsanlagen auf der Hainleite sind im Osten das Schloss Wernrode, im Süden die Burgruine Kirchberg Alte Kirche und die Burgruine Kirchberg Alte Burg sowie im Westen die Wöbelsburg.

## Beschreibung
Die Burg hatte eine dreieckige Burgfläche von 45 Meter Länge und 18 Meter Breite. Ein sichelförmig gebogener, zwei Meter hohen und acht Meter breiter Wall mit vorgelegtem neun Meter breiten Graben schützte die Zugangsseite aus Richtung Westen. Die anderen Seiten grenzen an den Steilabfall des Berges. Von der Burg ist kein Mauerwerk erhalten. Werner Schroeter fand dort rotbraune Ziegelreste. Das wissenschaftliche Ergebnis lautet: Herrenburg in Spornlage über der Motte und dem Wirtschaftshof in Tallage.

## Geschichte und Eigentümer des Schlosses

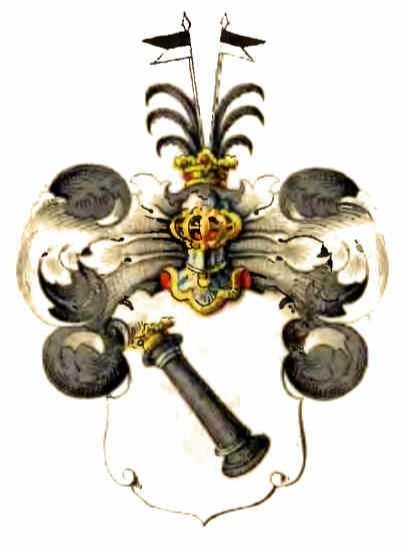
Wappen derer von Zenge(n)

Die Anlage war eine kleine Herrenburg aus dem 11. Jahrhundert. Die Burg wurde von der Familie von Zenge(n), einem thüringischen Adelsgeschlecht, erbaut. Diese diente zur Sicherung der Orte Wernrode und Wolkramshausen. Außerdem kontrollierte und sicherte die Befestigung den Handelsweg über die Hainleite zwischen Mühlhausen und Nordhausen.
- 1573 Hans und Heinrich von Schiedung
- 1603 Johann von Jagemann (Braunschweigischer Kanzler und Geheimrath)
- 1638 Adelsgeschlecht von Hagen
- 1618 bis 1648 Burg Zengenberg wurde im Dreißigjährigen Krieg völlig zerstört.
- 1720 Adelsgeschlecht von Bila
- 1855 Adelsgeschlecht von Klatte